# Lotay Tshering
Lotay Tshering (en dzongkha: བློ་གྲོས་ཚེ་རིང་), né le 10 mai 1969, est un homme d'État bhoutanais.

## Biographie
Titulaire d'une Maîtrise en administration des affaires de l'université de Canberra en Australie, il étudie la chirurgie au Collège des médecins et des chirurgiens du Bangladesh (en), institut de chirurgie de l'université de Dhaka, et obtient le diplôme de Bachelor of Surgery. Il devient urologue à l'hôpital national à Thimphu, au Bhoutan.
Il entre en politique en 2013, et est candidat malheureux du parti de centre-gauche Druk Nyamrup Tshogpa (Parti social-démocrate) aux élections législatives cette année-là. Il devient chef du parti en amont des élections législatives de 2018, et le mène à la victoire. Il devient ainsi Premier ministre,,. Il quitte ses fonctions le 1er novembre 2023, quand est mis en place un cabinet intérimaire chargé d'organiser les élections législatives dont le premier tour se tient le 30 novembre.